# Trevor Cherry
Trevor John Cherry (Huddersfield, 23 febbraio 1948 – Huddersfield, 29 aprile 2020) è stato un calciatore e allenatore di calcio inglese, di ruolo difensore.

## Palmarès

### Giocatore

#### Competizioni nazionali
- Second Division: 1

Huddersfield Town: 1969-1970
- Campionato inglese: 1

Leeds Utd: 1973-1974

### Allenatore

#### Competizioni nazionali
- Third Division: 1

Bradford City: 1984-1985